# Berge (Wipperfürth)
Berge ist eine Hofschaft von Wipperfürth im Oberbergischen Kreis im Regierungsbezirk Köln in Nordrhein-Westfalen (Deutschland).

## Lage und Beschreibung
Berge liegt im Norden von Wipperfürth an der Stadtgrenze zu Radevormwald. Nachbarorte sind Radevormwald-Oberbuschsiepen, Ahlhausen, Kotten und Schwickertzhausen. Der Steinberger Bach entspringt im Süden der Ortschaft und mündet bei Kotten in den Moorbach.
Im Nordosten, an der Straße in Richtung Oberbuschsiepen, erreicht das Gelände eine Höhe von 384 m und ist in topografischen Karten als Aussichtspunkt ausgewiesen.
Politisch wird der Ort durch den Direktkandidaten des Wahlbezirks 17.2 (172) Egen im Rat der Stadt Wipperfürth vertreten.

## Geschichte
1361 wurde der Ort erstmals urkundlich erwähnt. Das Pfarrarchiv der Kirchengemeinde St. Nikolaus in Wipperfürth benennt mehrere Stifter des Marienaltares der Pfarrkirche. „Tilmannus de Monte“ (de Monte = vom Berge) war einer von ihnen.
1715 zeigt die Topographia Ducatus Montani zwei Höfe und benennt diese mit „Berg“. Ab der topografische Karte (Preußische Neuaufnahme) von 1894 bis 1896 lautet die Ortsbezeichnung „Berge“.

## Busverbindungen
Die Ortschaft ist über die Bushaltestelle der Linie 337 (VRS/OVAG) in Ahlhausen an den öffentlichen Personennahverkehr angeschlossen.